# Goplané
Goplané (polsky Goplanie) jsou domnělý slovanský kmen, který měl sídlit v oblasti Velkopolského pojezeří (polsky Pojezierze Wielkopolskie) a u jezera Goplo (polsky Gopło) v Kujavsko-pomořském vojvodství.
Zemi Goplanů nazývali také Goplanie. Toto slovo mělo význam jako blátivé, podmáčené území, s četnými bažinami. Mnich, známý jako Bavorský geograf (844–845), je pojmenoval jako Glopeany (polsky Glopeani), kteří měli mít v první polovině 9. století více než 400 hradišť, latinsky: "habent civitates CCCC" (400).
Umístění Glopeaniů do oblasti jezera Gopla bylo domyšleno až badateli a to na základě Velkopolské kroniky (polsky Kronika wielkopolska), když první sídlo Polanů umístili do Krušvice (polsky Kruszwica), a také na základě faktu, že Bavorský geograf Polany neuvedl ve svém spise.
Na základě této hypotézy se připouští, že Goplané vládli současně nad územím Polanů a v Hnězdně. Zatím co vládce Popiel, také znám jako Papil byl náčelníkem Goplanů, byl svržen Polany. Na trůn, který již byl mimo moc Goplanů, zasedl v Hnězdně syn Piasta (někdy také Pazta) Siemovít. Proti této hypotéze by se dalo oponovat tím, že jde o zápis Galluse Anonymuse, který umístil osobu Popiela a celý převrat do Hnězdna. Podle výsledků archeologického výzkumu (dendrochronologie) bylo hradiště v Hnezdně postaveno později, někdy mezi lety 940–941. Tím tuto verzi činí jako málo pravděpodobnou.
Více pravděpodobnou verzí byla ta, kterou prezentoval Gerard Labuda. Tedy, že nadřazený kmen, který měl oněch více než 400 hradišť, nemohl zmizet náhle ze scény dějin, a že pod pozdějším označením Goplané (také Glopeané) jde fakticky o Polany.
Archeologická data jsou nejednoznačná. Potvrzují sice existenci silného osadního centra na Kujavsku, v okolí jezera Goplo, ale současně vykopávky v Krušvici nepotvrdily, že by se zde v 8. století až 9. století nacházelo silné hradiště. Roli silného rodové hradiště plnilo blízké hradiště v Metlici (polsky Mietlica, Kujavsko-pomořské vojvodství). Po kujavských Goplanech se nedochovaly žádné stopy, a to ani v místopisu.
Archeologické průzkumy, které byly prováděny na přelomu 20. století a 21. století, nepotvrdily samostatný kmen v regionu jezera Goplo. Kmen a osadu hradišť z okolí Metlice považují sice za část kmene, který osídloval Hnězdenském pojezeří (polsky Wysoczyznę Gnieźnieńską), ale bez bližšího určení názvu tohoto kmene (Byli to tedy Goplané, Polané, Lestkové?). Tento kmen měl své kultovní centrum na Lechově kopci v Hnězdně (polsky Wzgórze Lecha, Gniezno).